# مهران رازی
مهران بهرام رازی، که به صورت مهران رازی هم شناخته می‌شود، سردار ایرانی در دوره ساسانیان از خاندان مهران بود. او در سال ۶۳۷ در جنگ جلولا کشته شد.

## زندگی‌نامه
نام مهران رازی اولین بار در طی حمله اعراب به ایران ذکر شده است. او در جنگ قادسیه فرماندهی بال چپ ارتش ساسانی را بر عهده داشته است که با شکست ساسانیان به اتمام رسید. مهران، به همراه نخیرگان و هرمزان و پیروز خسرو، به همراه دیگر بازماندگان، در بابل گرد هم آمدند، و سعی کردند که سپاه اعراب را بیرون کنند، اما باز هم شکست خوردند. در حالی که پیروز و هرمزان به جهات گوناگونی گریختند، مهران و نخیرگان در دل ایران‌شهر ماندند.
آنها پس از اقامتی کوتاه در وه‌اردشیر، پل روی بخش شرقی دجله را تخریب کردند. نخیرگان و مهران سپس به کوتاهی در کوثا ماندند، و در آنجا دهقانی به نام شهریار را به عنوان فرمانده پادگان گماشتند. این دو افسر ارتش ساسانی، آنگاه به پایتخت تیسپون رفتند، که تحت حملات اعراب قرار داشت. با این حال، اقامت آنها در آنجا کوتاه بود.
پس از مدتی، آنها دوباره با دیگر افسران ساسانی گروه شدند و با اعراب در جنگ جلولا جنگیدند. اما با این حال، سپاه ساسانیان یک بار دیگر هم شکست خورد. مهران به همراه دیگر بازماندگان به خانقین گریخت، اما در نهایت توسط یک اعرابی که در تعقیب آن‌ها بودند کشته شدند.